# Пралісова пам'ятка природи
Пралісова́ па́м'ятка приро́ди — окрема ділянка лісового масиву, яку, за оцінкою фахівців, можна віднести до пралісового типу, і яка характеризується рядом унікальних біологічних рис. 
На території пралісових пам'яток природи забороняються всі види рубок, у тому числі санітарні, рубки формування і оздоровлення лісів та видалення захаращеності (крім догляду за лінійними об'єктами та вирубування окремих дерев під час гасіння пожежі), будівництво споруд, прокладання шляхів, лінійних та інших об'єктів транспорту і зв’язку, випасання худоби, промислова заготівля недеревинних лісових продуктів, проїзд транспортних засобів (крім доріг загального користування та транспортних засобів оперативних і спеціальних служб).
Станом на 2020 рік в Україні налічувалося 4 пралісові пам'ятки природи у Львівській області і 3 в Закарпатській області.